# Cerotainia ornatipes
Cerotainia ornatipes är en tvåvingeart som beskrevs av James 1953. Cerotainia ornatipes ingår i släktet Cerotainia och familjen rovflugor.
Artens utbredningsområde är Honduras. Inga underarter finns listade i Catalogue of Life.